# Kalabrische Küche

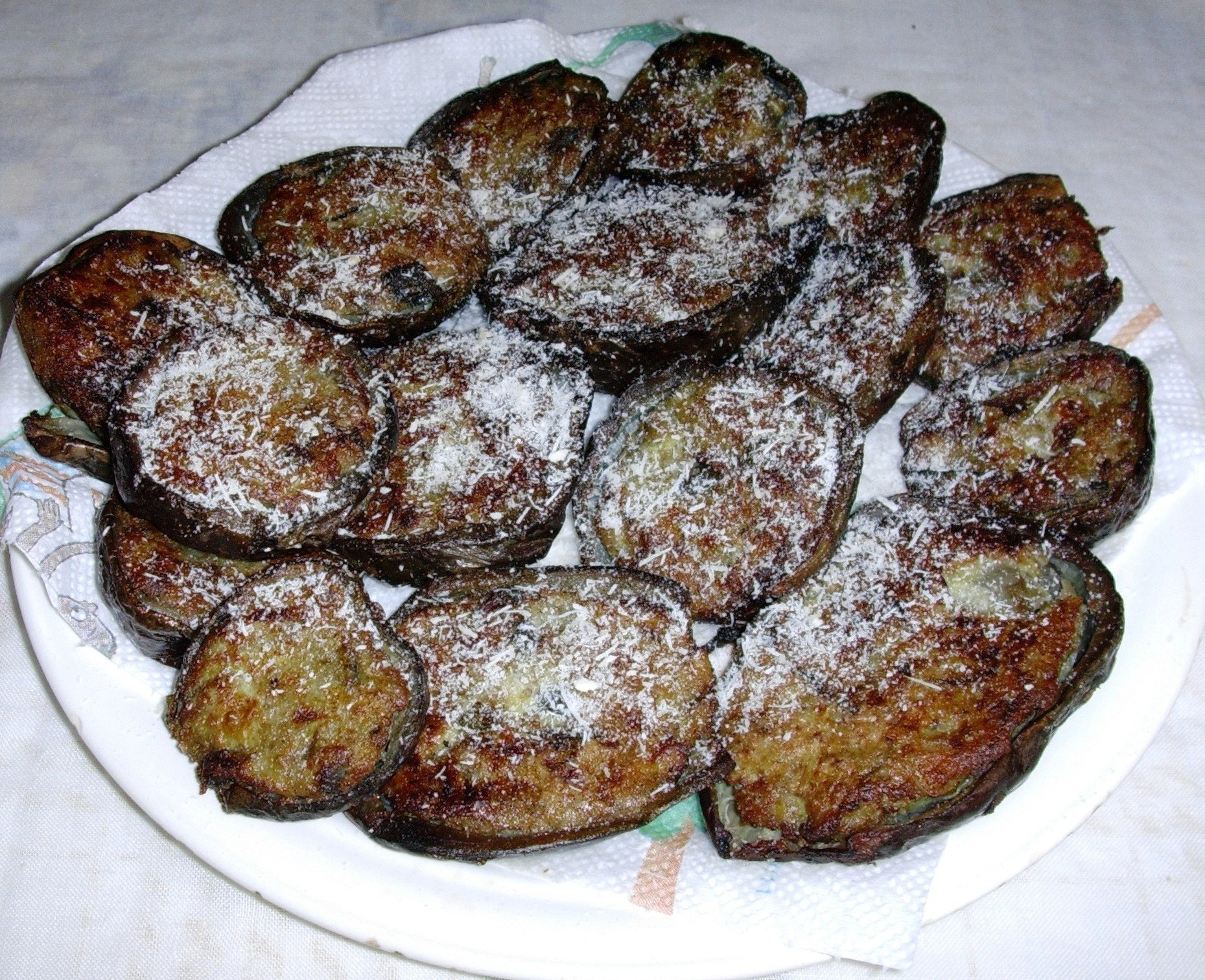
Melanzane ripiene

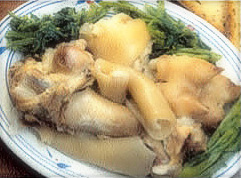
Le Frittole (gastronomia calabrese)

Die Kalabrische Küche ist eine Küche mit zahlreichen Gerichten, die stark mit religiösen Anlässen verbunden sind: Zu Weihnachten und zum Dreikönigstag war es üblich, dreizehn Gänge auf den Tisch zu legen, während zum Karneval Makkaroni, Fleischbällchen und Schweinefleisch gegessen wurden. Ostern wird mit Lammbraten, Cudduraci und spirituellem Brot gefeiert, und das Gleiche gilt auch für die anderen Feiertage. Eine sehr wichtige Soße ist 'Nduja, sehr scharf und hervorragend für Croutons.

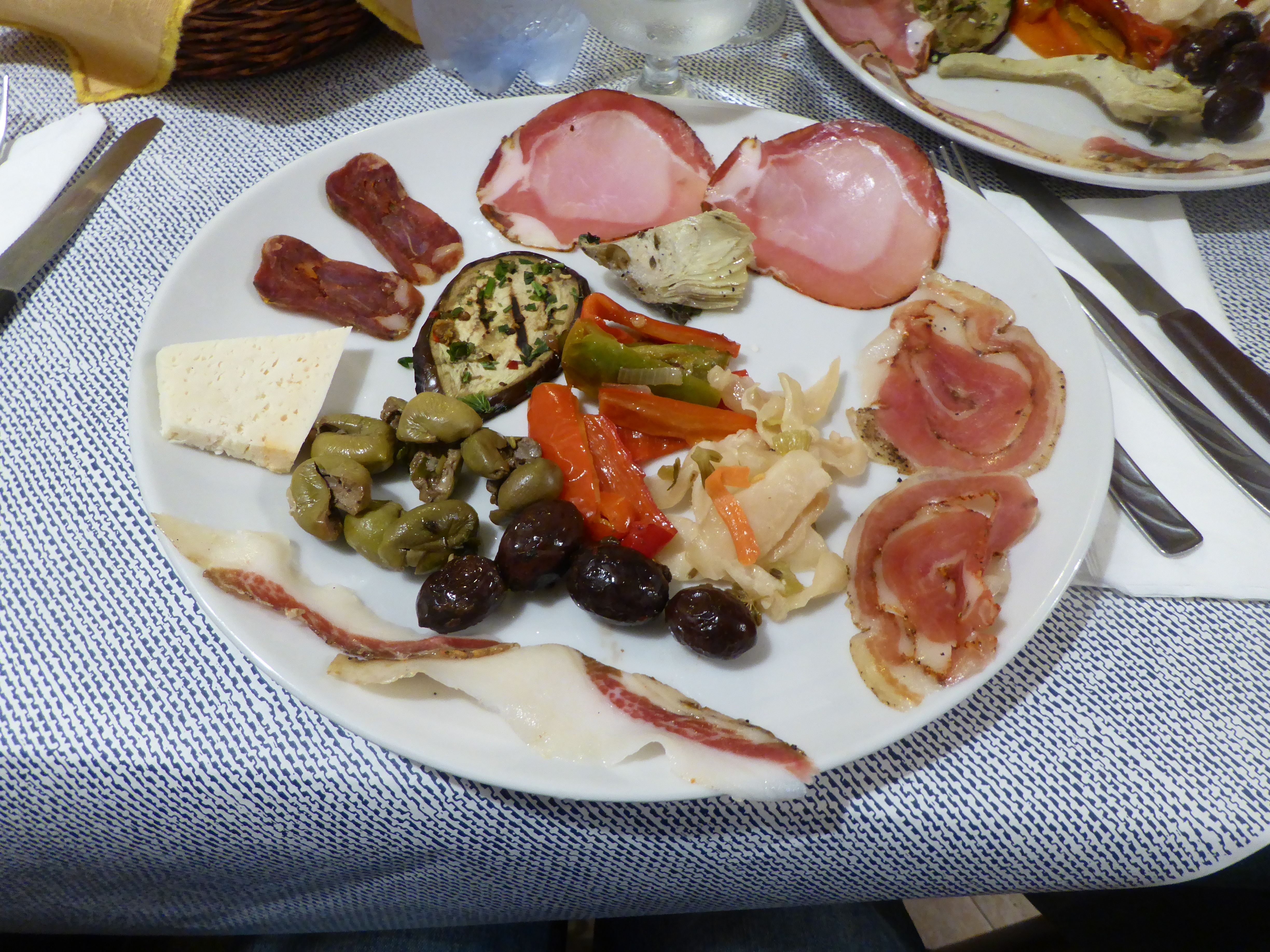
Antipasto calabrese

## Gastronomische Besonderheiten

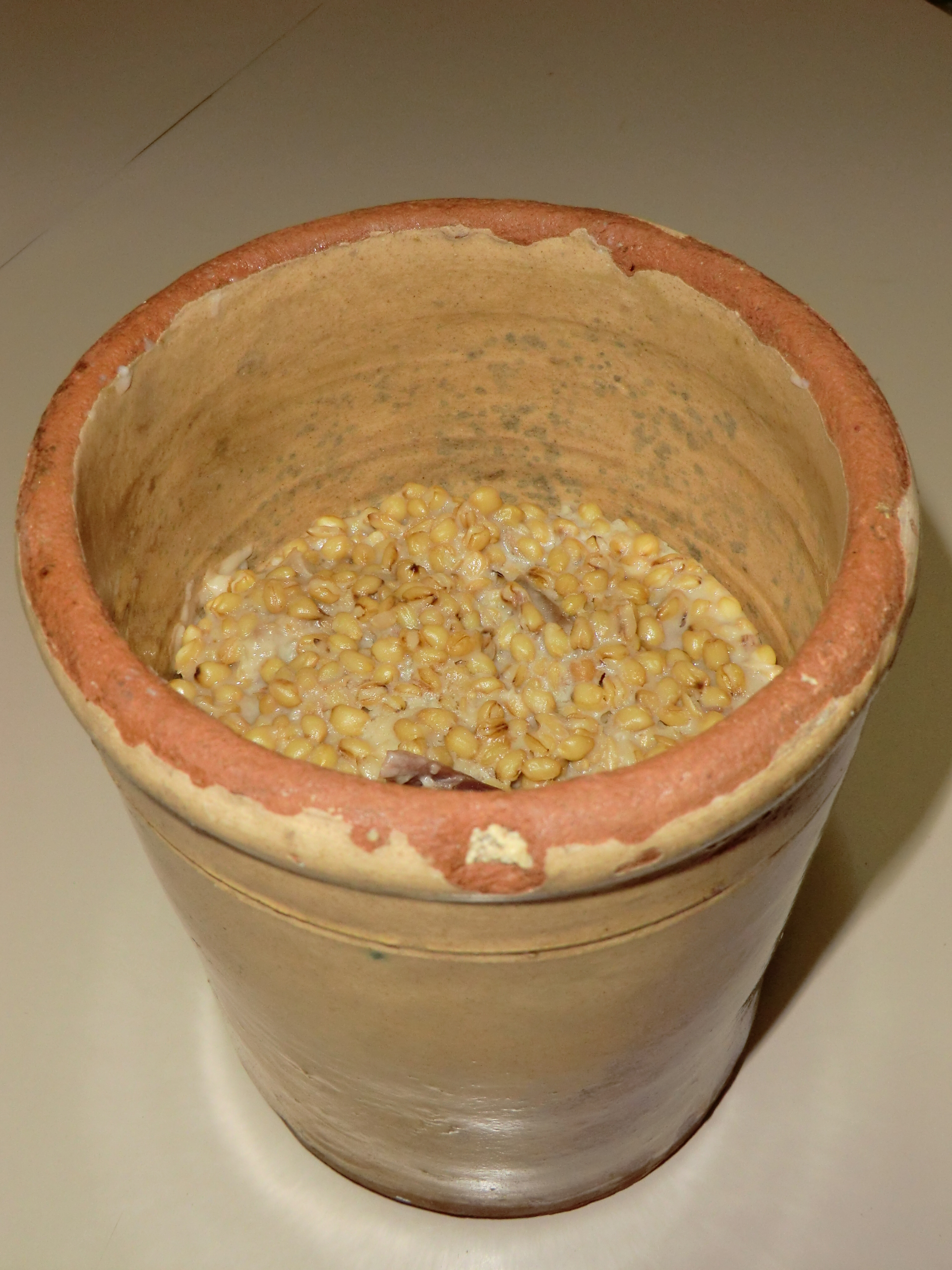
Ein traditioneller Behälter aus der Gegend von Cosenza, der „Tinìallu“, voller Cuccìa (Kalabrien)

Es gibt nur wenige Gerichte, die in allen derzeit fünf Provinzen zu finden sind, wie Pasta ca muddica und Sardellen, Auberginen-Parmigiana und Stockfisch, die jedoch in den verschiedenen Territorien unterschiedlich zubereitet werden. Die Provinz Reggio Calabria und vor allem die Stadt Reggio unterscheiden sich von den anderen, insbesondere von Cosenza, das sogar geografisch sehr weit entfernt liegt.
Wichtig sind konservierte Lebensmittel wie gesalzene, entsalzte und mit Chilischoten in Öl eingelegte Sardellen, Schweinswürste (wie 'Nduja und kalabrische Soppressata), Käse, in Öl eingelegtes Gemüse und getrocknete Tomaten, die es ihnen ermöglichten, in Zeiten der Hungersnot zu überleben. sowie die langen Belagerungsperioden durch die sarazenischen Piraten („li turchi“).
Der Weinbau wächst und die Olivenproduktion bleibt erhalten, wenn auch rückläufig. Bemerkenswert ist die Verwendung von Gemüse: vor allem Auberginen, aber auch Tomaten, Paprika, rote Zwiebeln, Salat, Brokkoli und Hülsenfrüchte wie Bohnen, Kichererbsen, Linsen und Saubohnen.
Für das Brot wird viel Hartweizen (vor allem die Sorte Giugiulena) verwendet und hausgemachte Nudeln sind weit verbreitet. Mehr oder weniger scharfe Chilischoten werden häufig verwendet, vor allem in Saucen und Hauptgerichten.

## Erste Gänge

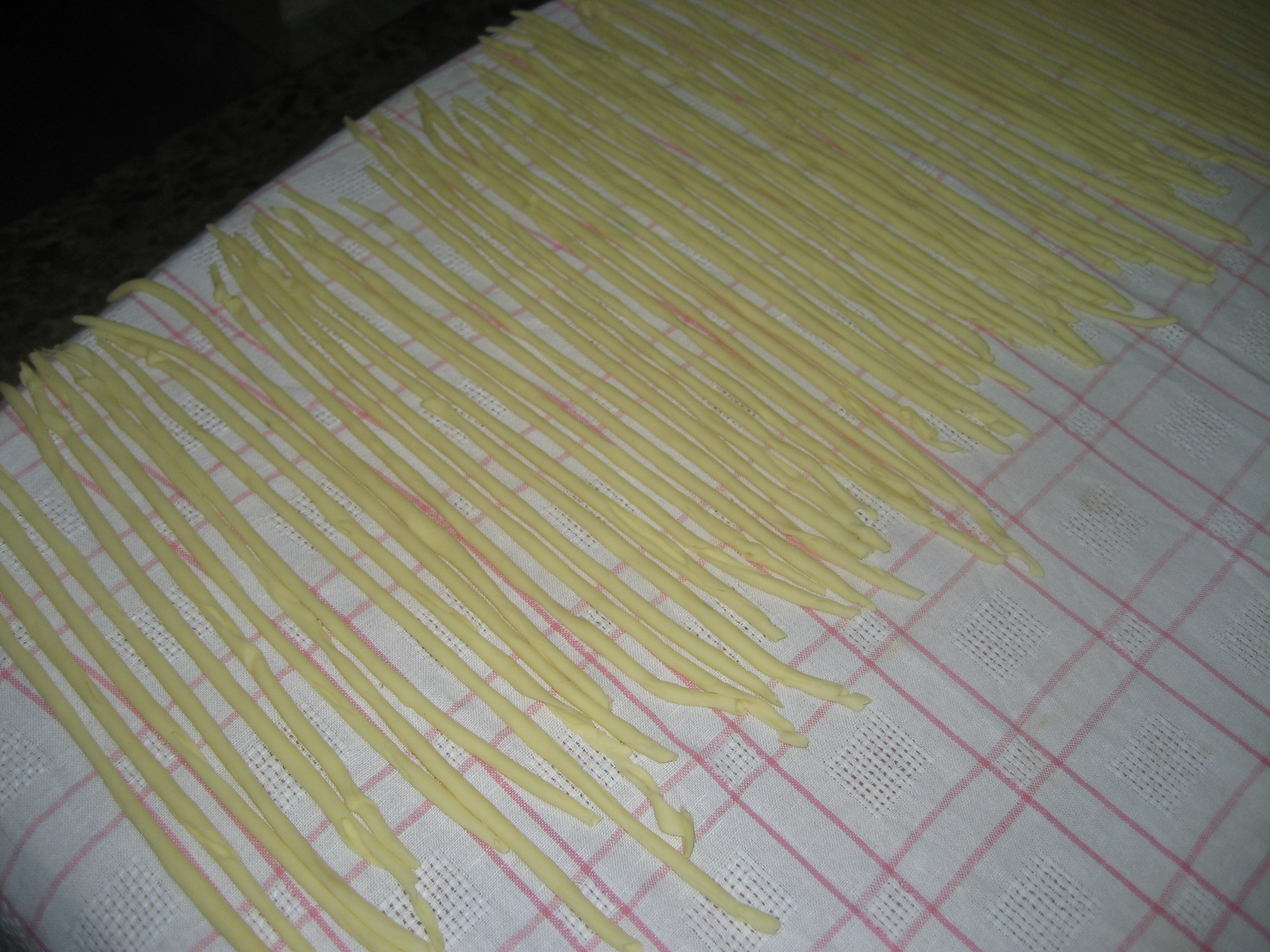
Zubereitung hausgemachter Pasta

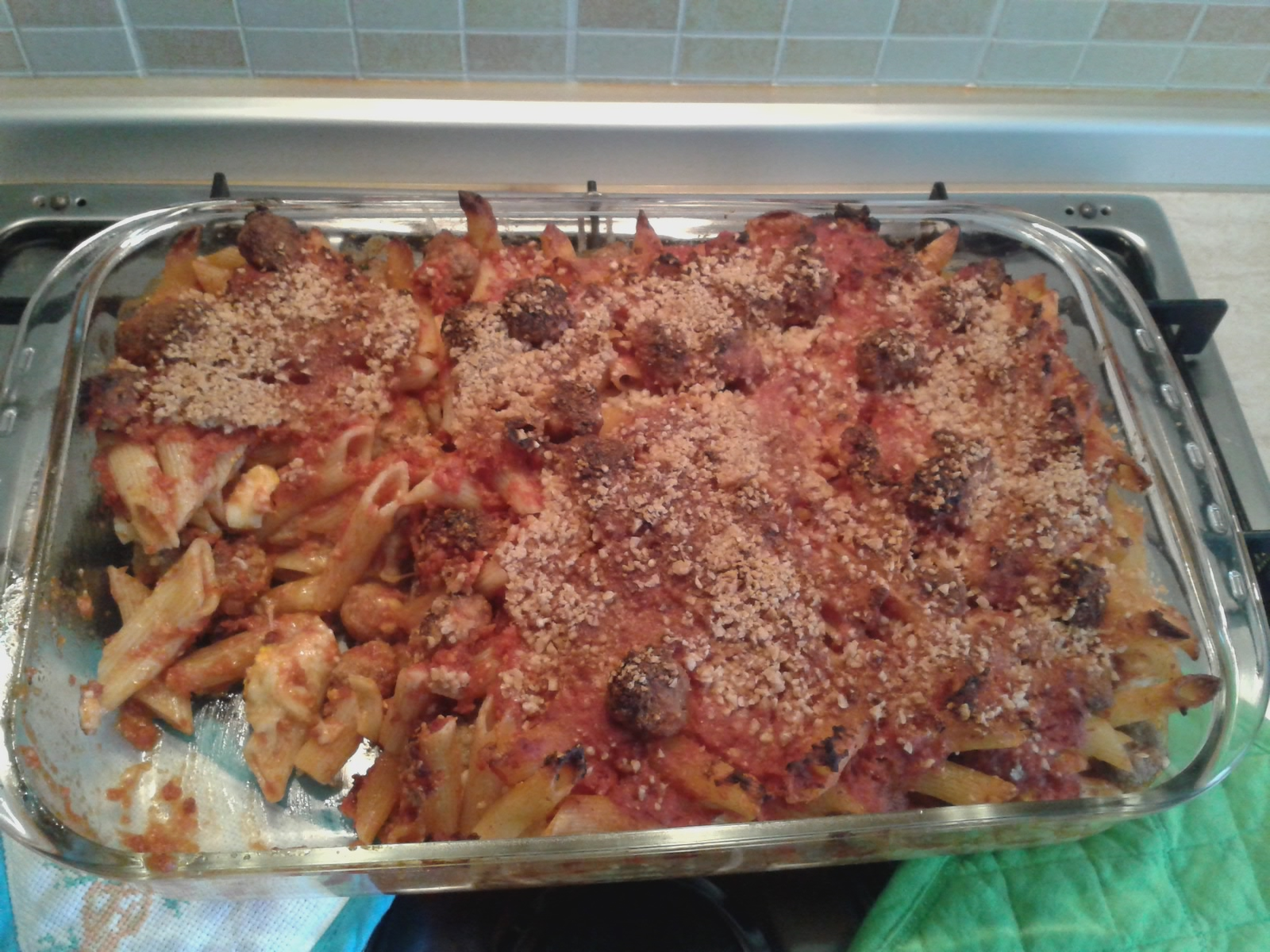
Kalabrische gebackene Nudeln

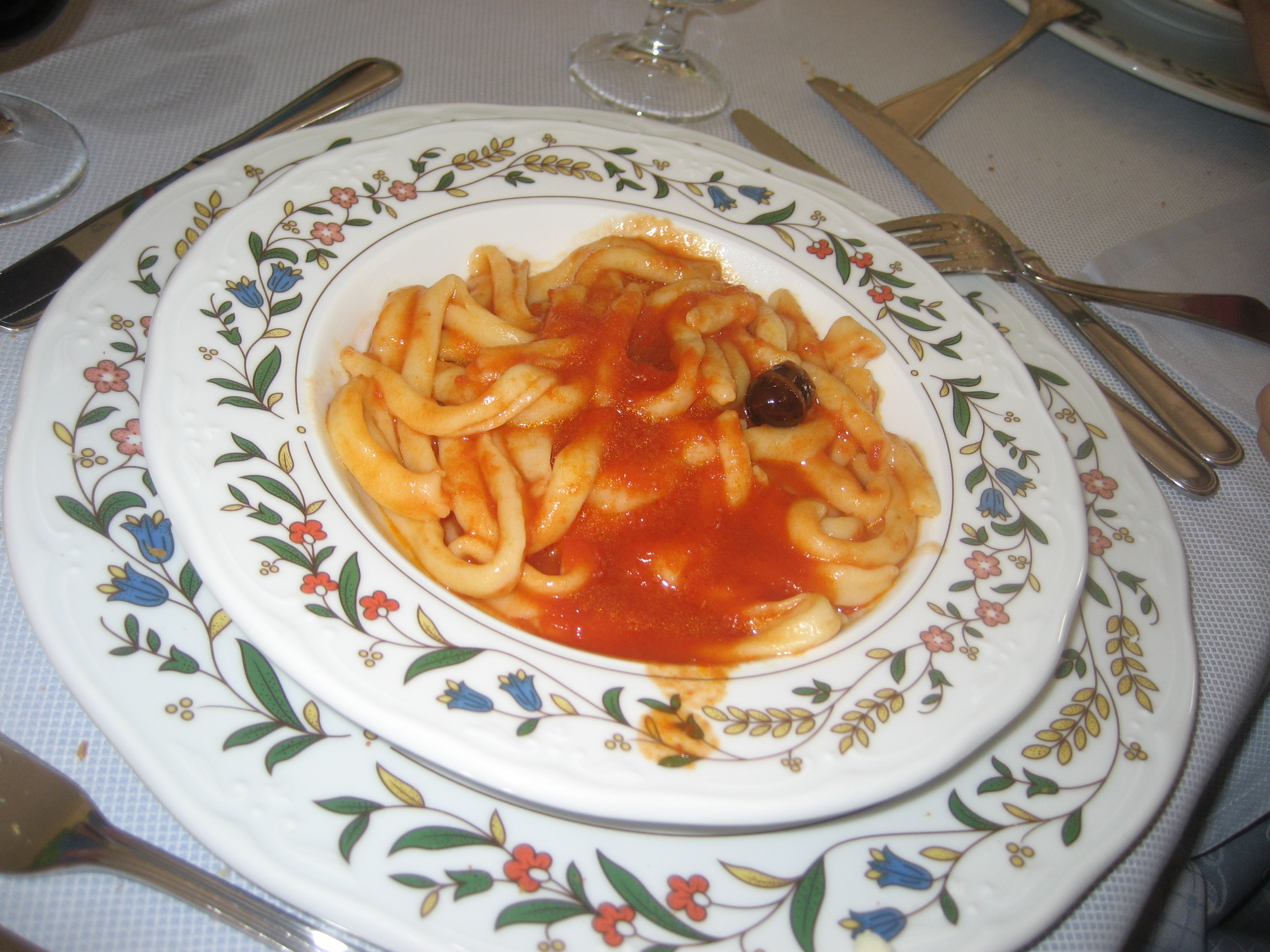
Hausgemachte Pasta mit Ziegenragout und Oliven

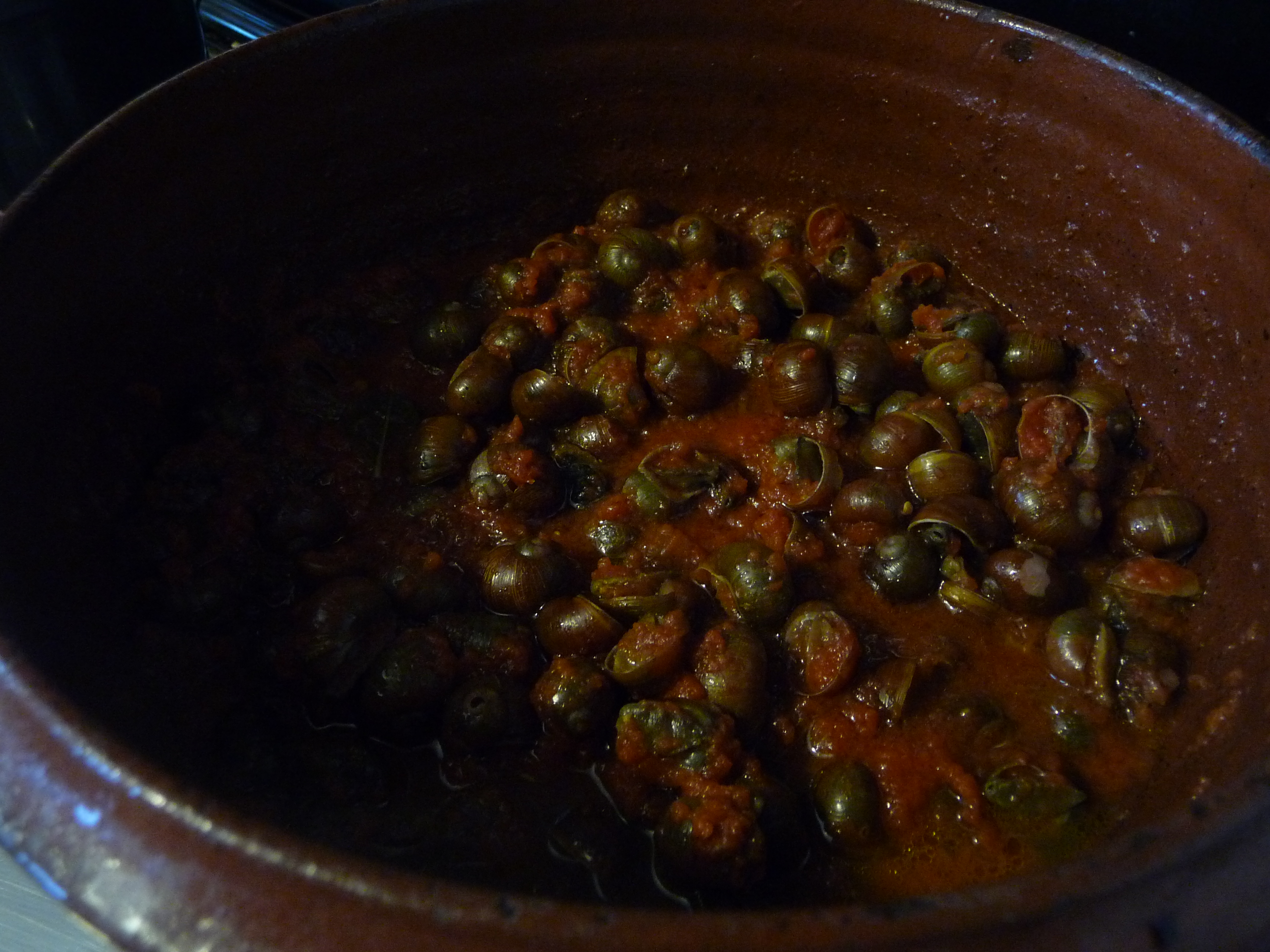
Soße für Pasta und Schnecken

- Cuccìa: Traditionelles Gericht, zubereitet anlässlich der Patronatsfeste der Städte der Presila Cosentina. Das Gericht basiert auf Weizen-, Schweine- und/oder Ziegenfleisch oder in einer süßen Variante mit Zimt, Schokolade und Orangenschale;
- Maccarruni ca sarsa: ist ein traditionelles kalabresisches Gericht, das in Condofuri, Melito di Porto Salvo, Bova Marina und im gesamten Provinz Reggio Calabria;
- Fileja oder fhilatierj (typisch für ganz Kalabrien, in den verschiedenen Gebieten unter verschiedenen Namen bekannt: maccarruni i casa, scilatelli, maccarruni a firrettu, stranguggji, strozzaprìaviti usw.): Makkaroniähnliche Nudeln, hausgemacht mit dem typisch kalabrischen Ferretto, das zur Beichte verwendet wurde die Socken (u' f'rzuh'); in der vibonese und in der reggino werden sie für die Zubereitung mit den „Gonaci“ umhüllt, oder zumindest früher so. oder die holzigen Stängel der Blüte der Disa (Ampelodesmos mauritanicus, „gùtimu“ auf Kalabrisch). Sie passen hervorragend zu Ziegenfleisch. In der Gegend von Vibo wird es traditionell mit Kichererbsen kombiniert. In der Gegend von Reggio werden sie mit Schweinefleischragout gewürzt, und in Bova (Italien) ist das Ziegenragout typisch, bei dem es sich um „Platten“ handeln muss, also solche, die das Männchen nicht gekannt haben.
- Maccarruni i'casa: Makkaroni gehören zur ältesten Tradition Kalabriens und gelten als Vorläufer der Pasta, die sich dann von Kalabrien auf die Halbinsel ausbreitete. Zubereitet mit einer Mischung aus Mehl der Sorte 0, Grieß und Wasser, wurden sie in der Antike um einen Stiel eines bestimmten Krauts herum geformt, heute um eine Stricknadel oder häufiger mit Industriemaschinen, und mit reichhaltigen Saucen auf der Basis von Ziege, Rind- oder Schweinefleisch („maccarruni cu'zucu ra Crapa, ru boi o ru porcu“). Abgerundet werden sie mit geriebenem, gesalzenem Ricotta;
- „Pasta a lu fùrnu“ oder „Pasta ‚ncasciàta‘“ (in der Gegend von Reggio): kurze Rigatoni oder Paccheri, gewürzt mit Fleischsauce, Fleischbällchen und Wurstwaren, Angereichert mit gekochten Eiern und Caciocavallo oder Provola und reichlich Pecorino-Käse. Sie werden zwischen zwei oder mehr Schichten gebratener Auberginen in einer Pfanne eingebettet („ncasciàti“) und so im Ofen fertig gegart.
- Pasta chi melangiane mbuttunate: Nudeln (oft Pasta 'i casa), gewürzt mit Auberginen, die mit gehackten Semmelbröseln, Pecorino, Parmesan und Kräutern "'mbuttunate" sind, frittiert und dann in die Tomate gegebene Sauce. Typische Pasta aus Reggino und Locride.
- Suppa di pani i migliu: typisches Gericht von Sant’Agata di Esaro, es ist eine Suppe bestehend aus Hirsebrot, Bohnen, Schweineschwarten, Chicorée und getrockneten Paprika, mit die Zugabe von
- Nudeln und Kartoffeln ara tijeddra: Gebackene Nudeln und Kartoffeln, typisches Gericht aus Cosenza, roh gekocht mit allen Zutaten: Penne a Candela, Kartoffeln, Soße, geriebener Parmesan, Knoblauch, Oregano und Salz. In Reggio Calabria werden auf einer Basis aus Zwiebeln, Öl und Tomaten, frisch oder in der Flasche eingelegt, mit Sellerie, roter Chilischote und im Sommer auch Basilikum die Kartoffeln etwa eine Stunde lang gekocht und dann die „Fingerhut“-Nudeln hinzugefügt. Sie werden mit einer Handvoll Pecorino serviert;
- Rascatìlli: Typisch für das ionische Cosenza-Gebiet, ähneln sie den lukanischen Strascinati, die „vollständig“ von Hand, mit den Fingern, zubereitet werden: Sie unterscheiden sich in der Anzahl der Finger, die an der Zubereitung beteiligt sind. „a duj dit“ (zwei Finger) bis „a gott‘ dit“ (acht Finger);
- Gnocchi nach Cosenza-Art: Dabei wird einfach Mehl mit kochendem Wasser vermischt (zum Kochen gebracht). Aus dem Teig werden dann Gnocchi gemacht (als wären es solche mit Kartoffeln). Sie werden in der Regel mit einem kräftigen Schweineragout gewürzt. Es ist ein Gericht für Festtage;

## Zweite Gänge

### Fleisch

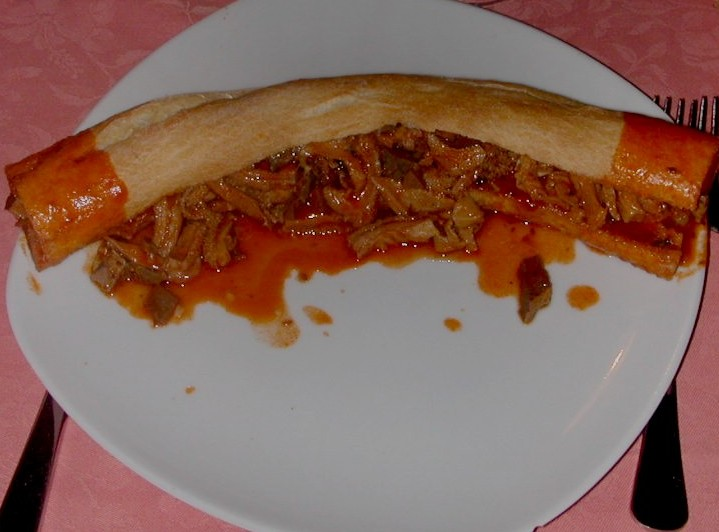
U'Morzeddhu in der Pitta, typisches Catanzaro-Gericht

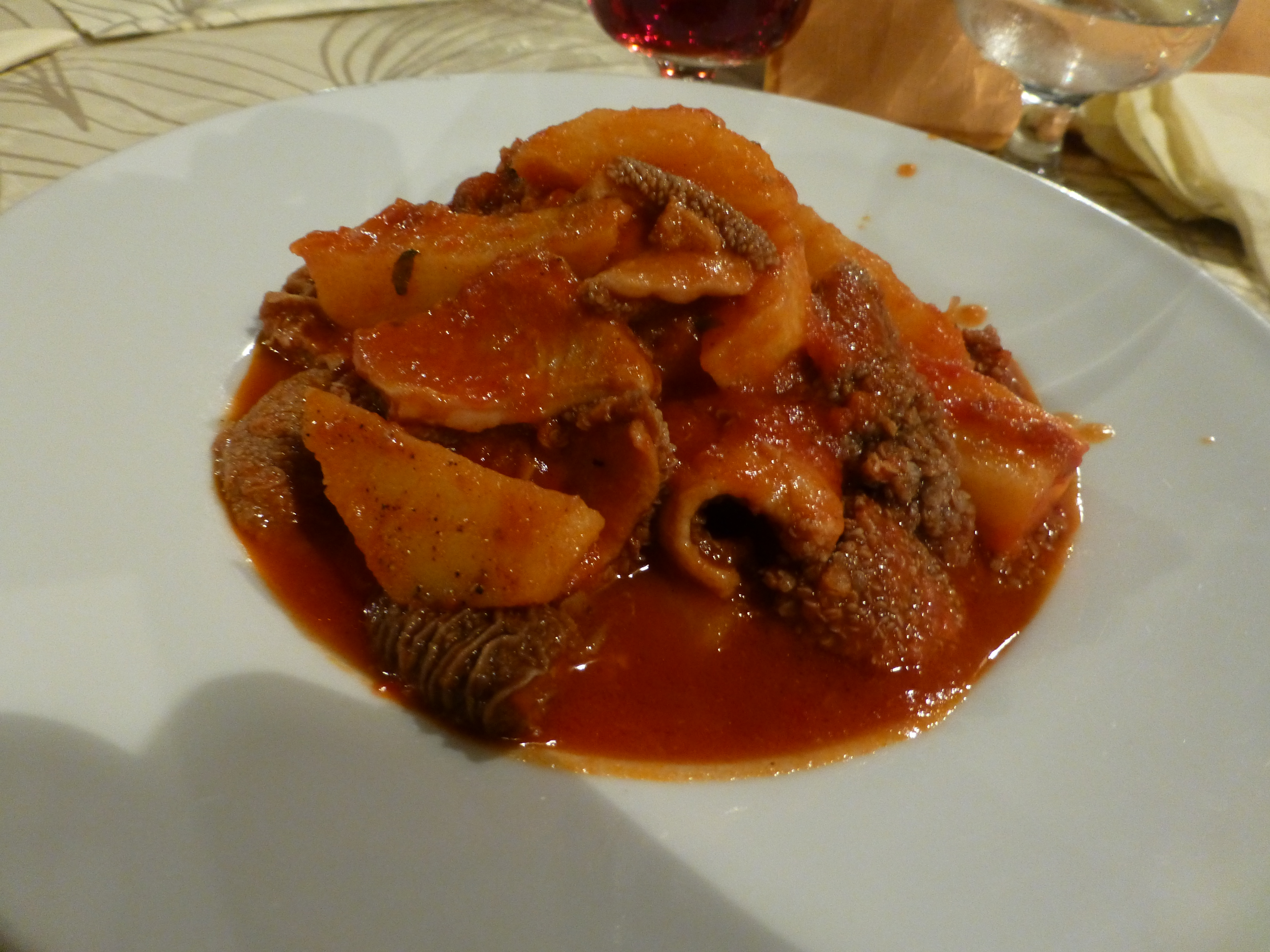
Kutteln und Kartoffeln

- Frittole: sind Schwarten und Fleisch, die bei der Zubereitung von Wurstwaren übrig bleiben und im Fett des Tieres in der Caddara oder Cardara gekocht werden. ', typisch für die reggino und die Berggebiete von Kalabrien[1]
- Curcùci oder 'salimorati, frisulimi' und andere Namen: typisch vor allem in der Gegend von Reggio, sie sind klein Fleischstücke vom Schwein, Reste nach dem Kochen, die mit Schmalz vermischten Krapfen[2];
- Mammolese-Fleischbällchen: zubereitet aus einer Mischung aus Hackfleisch Schweinefleisch, eingeweichtem Brot, Eiern, Chilischote, Knoblauch und Ziegenkäse. Anschließend werden die Fleischbällchen mit den Händen in Form mittelgroßer Bällchen zubereitet. Sie gehören zu den bekanntesten und beliebtesten typischen Gerichten Kalabriens.
- Hirsebrot-Fleischbällchen nach Santagateser Art: das repräsentativste Gericht der Santagateser Küche (aus Sant’Agata di Esaro). Sie bestehen aus Hirsebrot, Schweinefleisch, Eiern, Petersilie, Pecorino und hausgemachtem Tomatenwasser (in Wasser verdünnte Tomatensauce), werden langsam in der Sauce gegart und dann entweder mit Makkaroni oder allein serviert. Der Tradition zufolge sollten drei Fleischbällchen auf dem Teller sein. Diese Fleischbällchen haben viele regionale Variationen erfahren, aber die aus Sant'Agata di Esaro bleiben in der gesamten Provinz Cosenza und Kalabrien ein Symbol;
- Bucalàci (Schnecken, Schnecken): mancherorts auch Vermituri, Vavaluci oder Virdelli genannt (Letztere sind eine Art Schnecke mit grünlicher Farbe).
- Capocollo gebraten in 'nduja mit Tropea-Zwiebeln (im kalabrischen Dialekt auch cap'collu fritt' n'da 'nduja ca a cipoll' i Tropea genannt): Es ist ein zweiter Gang, zubereitet durch Braten des Capocollo in 'Nduja (typische kalabrische Wurst, Spezialität von Spilinga) und anschließendem Hinzufügen der roten Zwiebeln von Tropea und manchmal etwas Brot oder Auberginen. In vielen Gegenden Kalabriens wird es oft gekocht;
- „Satizzu“ oder „Saddizzu“ in Reggio oder „Sozizzu“ oder „Sazizza“ in der cosentino (Wurst Kalabrien): scharf mit gemahlener roter Chilischote in Zentral- und Nordkalabrien, mit schwarzem Pfeffer und wildem Fenchel im südlichen.
- „Suppizzato, supprezzata, surpressata“ (bedeutet hoch hängend**; soppressata Kalabrien) gibt es in zwei verschiedenen Sorten: scharf mit scharfer roter Chilischote und seltener süß in der Sorte Zentral- und Nordkalabrien. Mit schwarzem Pfeffer und wildem Fenchel in Südkalabrien, insbesondere in der Gegend von Reggio.
- Ficatu alla riggitana: Kalbsleber mit Zwiebeln, Bratkartoffeln und mit Weinessig vermengt.
- Mazzacorde alla Cosentina: zubereitet aus Lammininereien (Kutteln, Lunge, Herz, Milz, Därme, Netz) und gewürzt mit Knoblauch, scharfer roter Chilischote, geschälten Tomaten, Basilikum, Oregano, Öl natives Olivenöl und Salz.
- Murzeddhu (typisch in der Catanzaro): ein Eintopf aus Kalbsinnereien mit Tomatensauce und reichlich scharfem Chili. Dazu gibt es Pitta, eine Art hausgemachtes Brot[2][3]
- Suffrittu (soffritto), typisch für Reggio Emilia und Südkalabrien, wird mit Innereien zubereitet und kann vom Kalb, Zicklein, Lamm und Schweinefleisch stammen. Wenn Rindfleisch in einer Pfanne mit Kuttel-, Nieren-, Milz- und Herzstücken, Zwiebeln, Tomaten, scharfer Chilischote und Schmalz gegart wird. Wenn vom Schaf, mit allen Innereien; wenn Schweinefleisch nur mit der Lunge.[4]

### Fisch

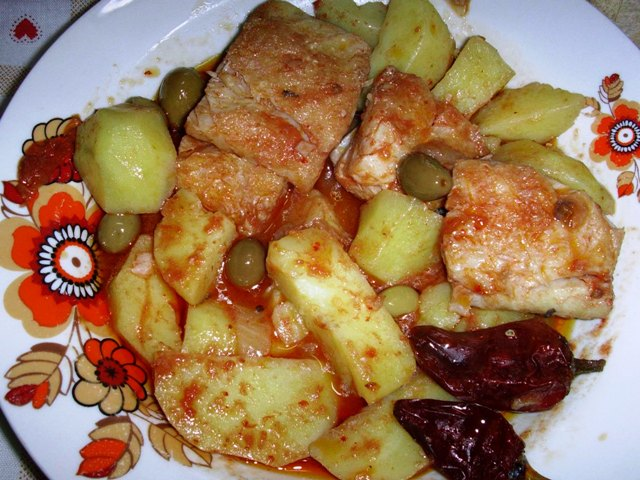
Stocco di Mammola

- Kabeljau Cosenza-Art: zubereitet mit Kartoffeln, schwarzen Oliven, Paprika, Tomatensauce, Lorbeerblatt, Petersilie, Salz und Pfeffer;
- Schwertfisch Kalabrisch[5] es wird gekocht in vielen Gerichten, darunter:
  - Piscispata 'rustùtu cu'sarmurìgghiu: gebratener Schwertfisch mit salmoriglio, typisches Gericht aus Reggio Emilia;
- Stocco-Fisch oder Stockfisch, insbesondere der Mammola-Stockfisch (vom Ministerium der Agrar- und Forstwirtschaftspolitik in die nationale Liste der Agrarlebensmittelprodukte aufgenommen) und auch die von Cittanova. Der „Stocco“ wird auf verschiedene Arten zubereitet und gilt als eines der bekanntesten typischen Gerichte der kalabrischen Gastronomie.
  - Stocco mit Pilzen: Der „Stocco“ wird mit Pilzen in Tomaten- oder weißer Soße gekocht;
  - Stocco und Bohnen: Der „Stocco“ wird mit Bohnen und Tomaten in der „Tiana“, einem Terrakottabehälter, gekocht;
  - Stocco alla mammolese: Mit Stocco-Stücken und Kartoffeln in Tomatensauce, Oliven und Chilischoten zubereitet, gilt es als eines der berühmtesten typischen Gerichte Kalabriens.
  - Ventriceddi i piscistoccu: Stockfischbauch, gefüllt mit gewürzten Semmelbröseln.
- Sardella (im Dialekt "sardedda"), typisch für Crucoli, Cariati, Crosia,  Trebisacce (hier „à sardicella würzig“ genannt) und Cirò, aber in ganz Kalabrien weit verbreitet, ist es eine cremige Pasta auf der Basis von Sardinen oder bianchetti (Sardinenbabys) mit Salz, Chili und verschiedenen Gewürzen (z. B. „Fenchel“). Man verwendet es, indem man es aufs Brot streicht. In diesem Fall ist es üblich, es mit frischen Zwiebeln zu servieren oder als Gewürz für Spaghetti.
- Turtera di lici: Kuchen aus Sardellen;
- Spatula turtera: Pastete von Flaggenfisch;

### Gemüse

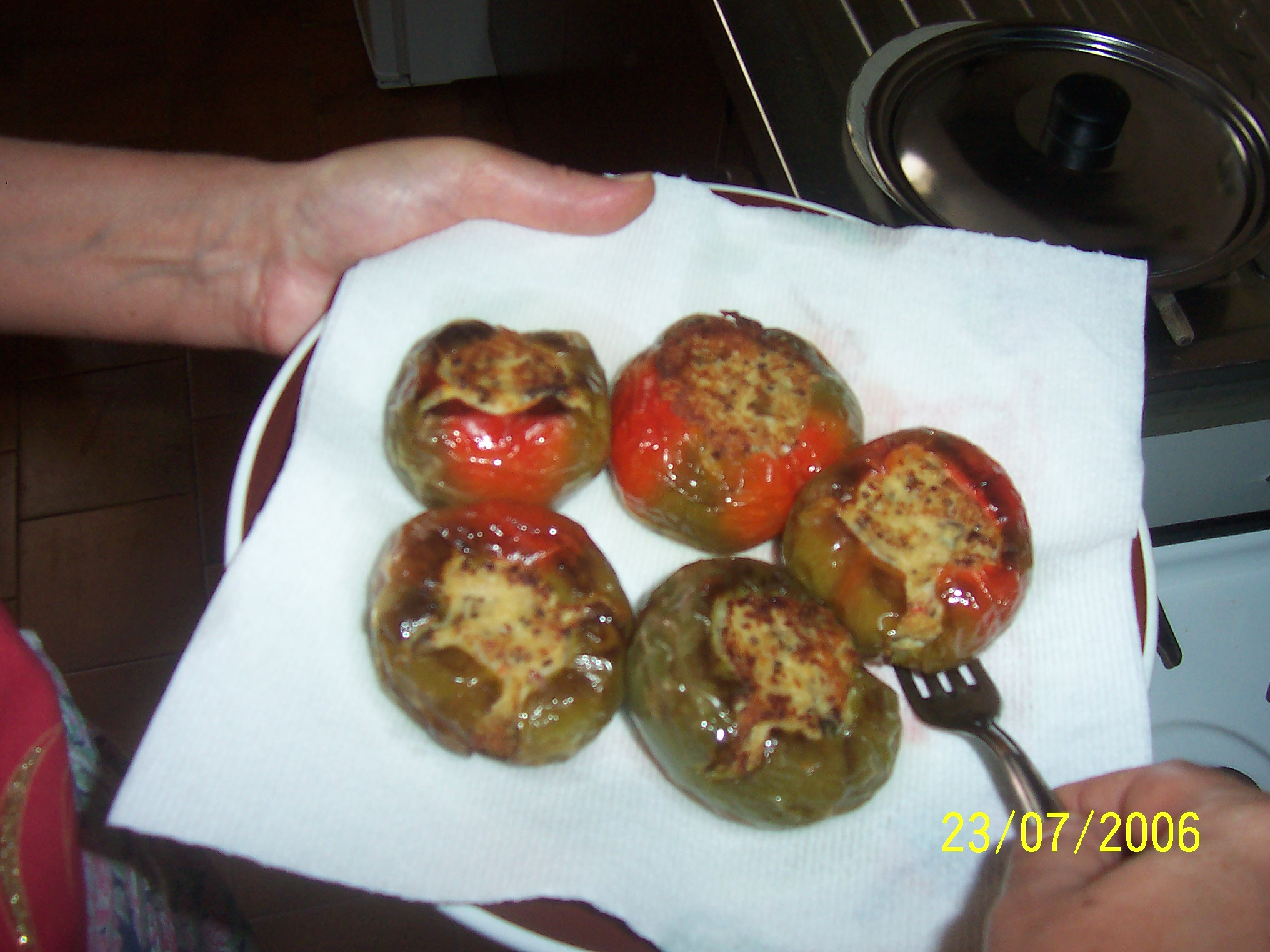
Pìpi chìni

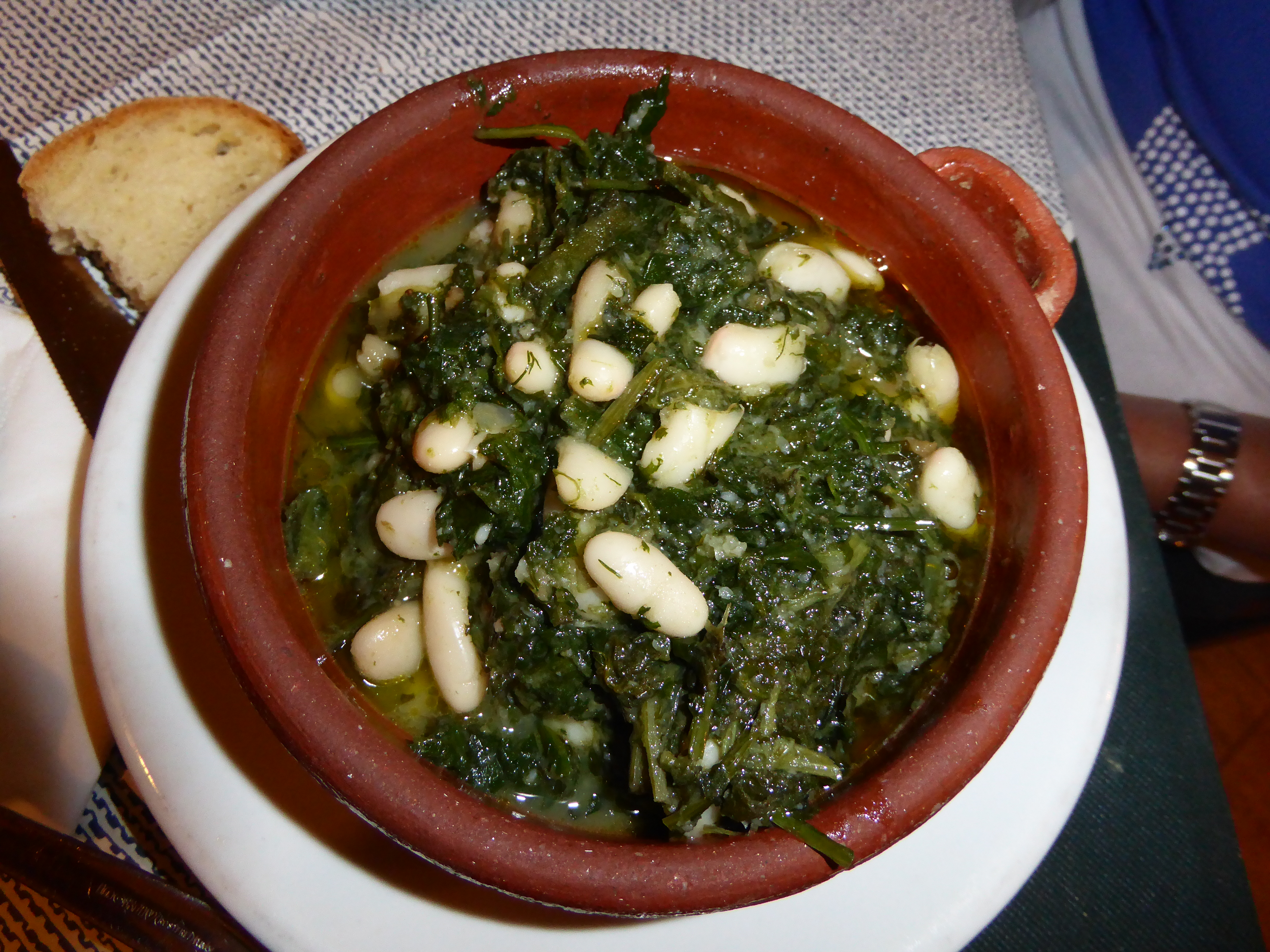
Fenchel und Bohnen

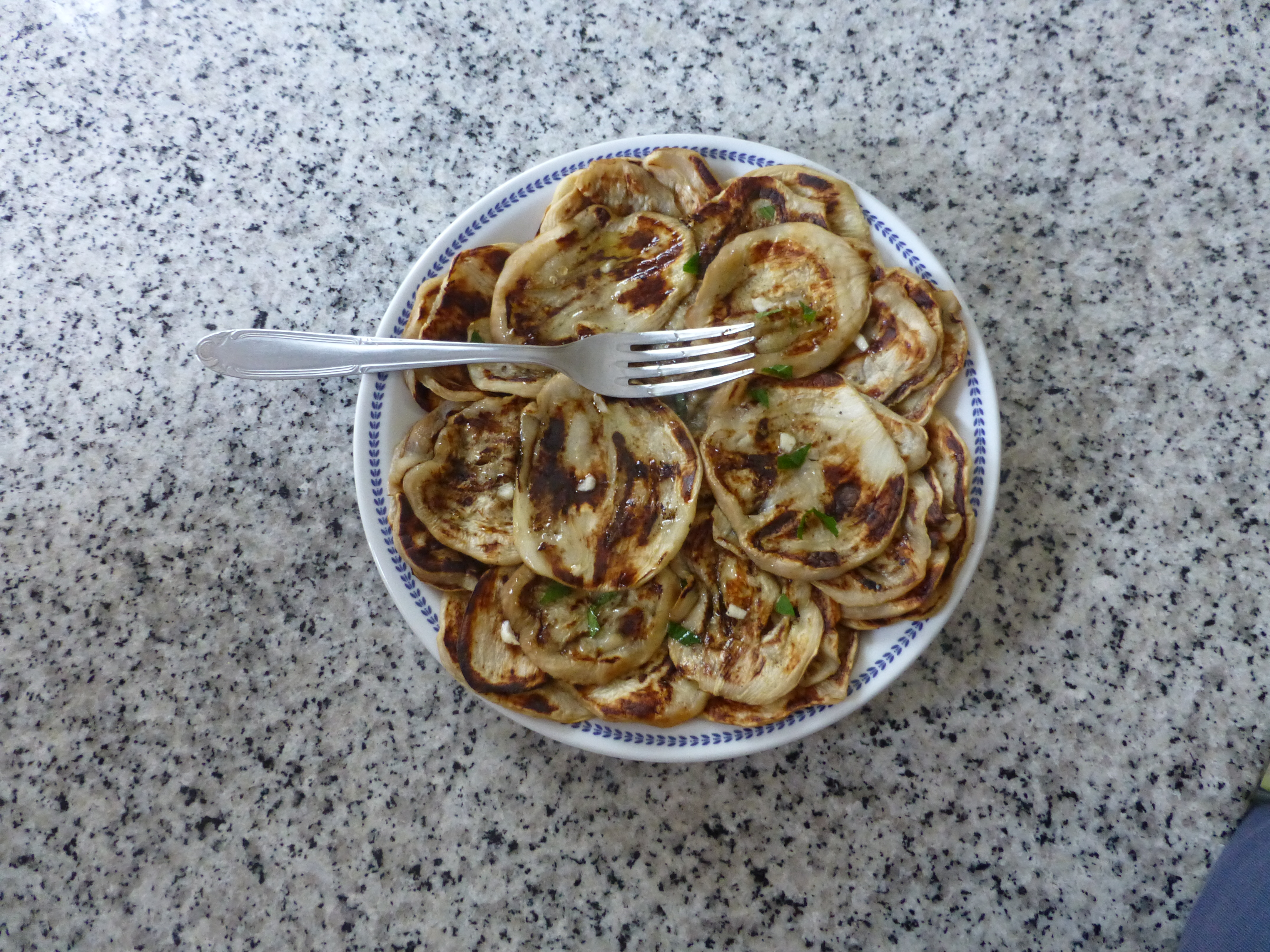
Gebratene Auberginen

- Gefüllte Auberginen, „Melangiani Chjini“ oder „Mulingiani Chini“, werden mit der Füllung aus dem Fruchtfleisch der Auberginen selbst zubereitet, der Geschmack wird durch die Mischung bestimmt und ist natürlich Aromen. Die Auberginen werden auch mit Stockfischfüllung, Ricotta, Gemüse, Kartoffeln, Zwiebeln und Tomatensauce usw. zubereitet;
- Kartoffeln 'mpacchiuse; typisches Gericht aus Zentral-Nordkalabrien. Die Cosenza-Version enthält auch Zwiebeln und Chilischoten zum Braten sowie die zusätzlichen Variationen von Paprika und Wurst;
- Gianfùttiri: peperonata auf Gemüsebasis, bestehend aus verschiedenen Gemüsesorten, die separat gekocht, dann in Öl gebraten und mit Essig bestreut werden, gesammelt in einer einzigen Schüssel (typisches Gericht aus Nordkalabrien, Zentralkalabrien);
- Vruacculi, die Rübe, macht satt: Gebratener Brokkoli mit Rübe und Wurst, ein typisches Gericht aus Cosenza;
- Vruacculi ara tijeddra: Kalabrischer Brokkoli, gekocht und dann mit Öl, Knoblauch, Pecorino-Käse und Semmelbröseln gebacken, ein typisches Gericht aus Nordkalabrien;
- Màccu' (Macco): Püree aus Favabohnen, gekocht, zu Brei zerkleinert und mit Öl und wildem Fenchel gewürzt;[5]
- „Pipi fritti“, auch „Patati e pipareddi“ oder „Pipi e Patati“ genannt: gebratene Paprika mit Kartoffeln;
- Zafarani a rusceddra oder zafarani a ruscella, oder zafarani cruschi: im Sommer getrocknete Paprikaschoten, die frittiert werden und dadurch sehr knusprig werden, ein typisches Gericht aus Zentral-Nordkalabrien;
- Ammuddicati: Paprika, Tomaten, Zucchini, Zwiebeln, mit Semmelbröseln gefüllte Kartoffeln, serviert mit Käse, Knoblauch und Kapern;
- Gefüllte Peperoni: Mit Thunfisch gefüllte Kirschpaprika unter Zusatz von Kapern, in Öl eingelegt.

### Andere

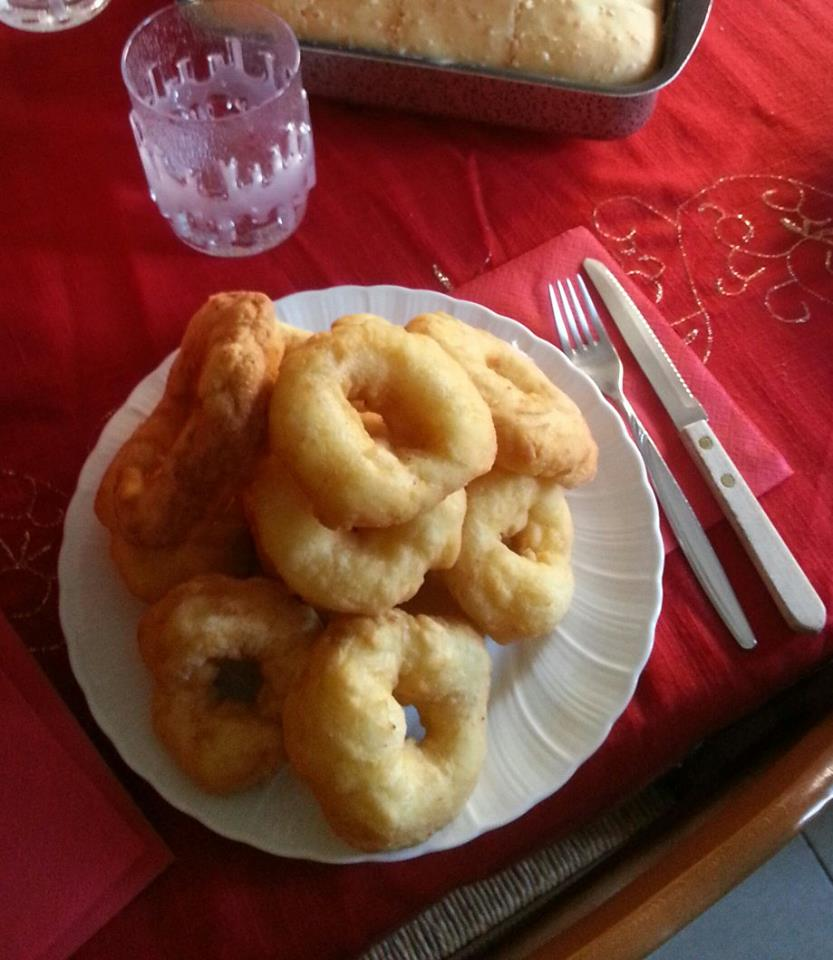
Ein Teller mit cuddrurieddri cosentini

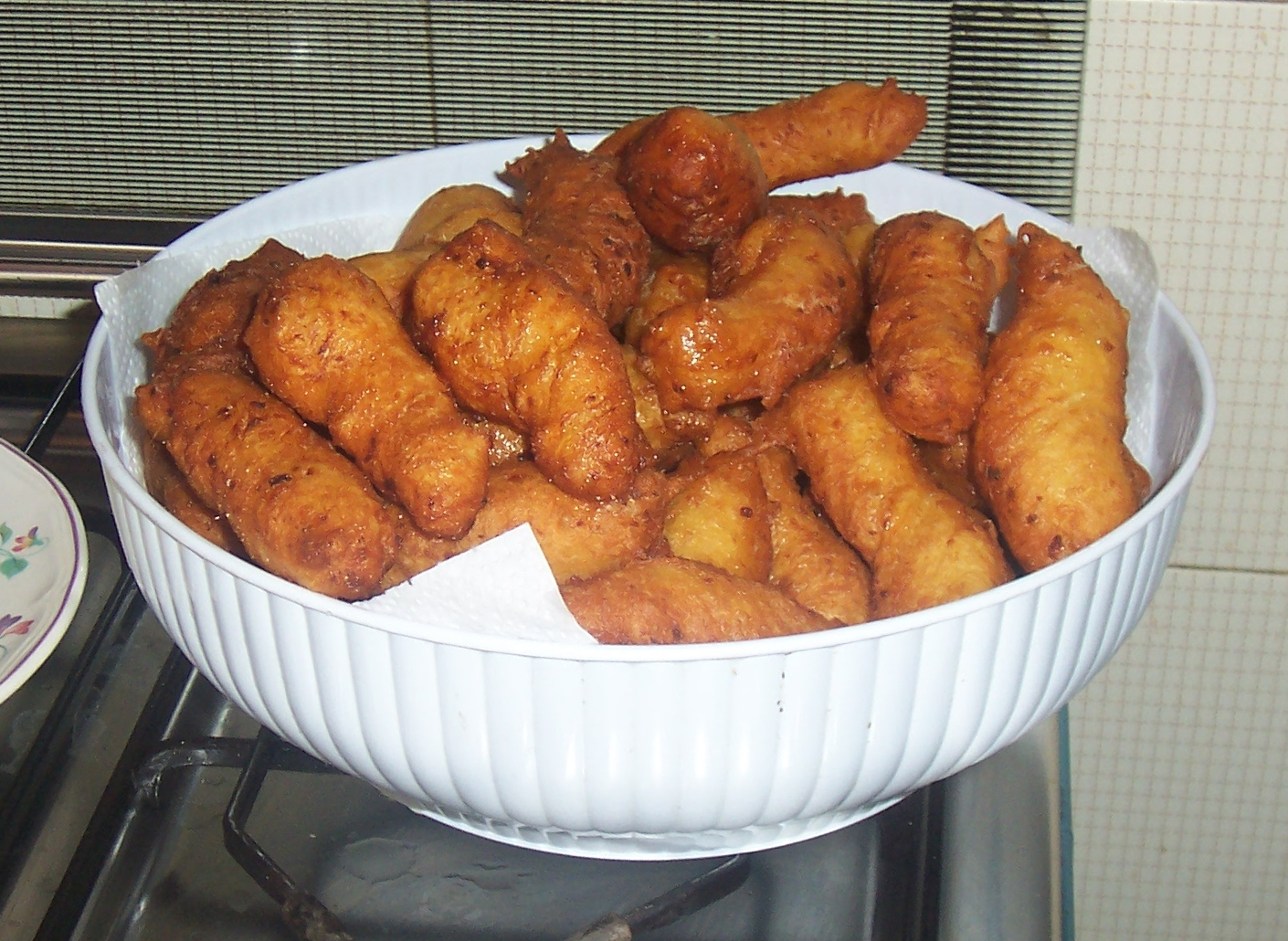
Zippuli

- Cuddrurieddri Cosenza: traditionell in der Weihnachtszeit zubereitet, beginnend mit der ’Immacolata (weshalb sie im Folgenden auch cuddrurieddri genannt werden). d’a ’Mmaculata all’Epifanìa. Sie werden durch Kochen und Zerstampfen der Kartoffeln zubereitet. Nachdem Sie die gekochten und gestampften Kartoffeln abgekühlt haben, fügen Sie Hefe und Mehl hinzu und verkneten Sie alles, „pigliann a ppugni“. Dann werden die Teigstücke zu Donuts, Kugeln (normalerweise mit Sardellen) oder länglich verarbeitet. Nach dem Aufgehen werden sie in kochendem Öl frittiert. Wer möchte, kann sie auch in Zucker tunken;
- Biscottu a 'capunata: Weizenkekse „a caponata“, ein typisches Gericht aus Reggio Emilia;
- Licurda: Suppe aus Zwiebeln, Sellerie, Kartoffeln, Fisch, Tomaten und Eiern, als Würze für altbackenes Brot, ein typisches Gericht Nordkalabriens.

## Wurstwaren

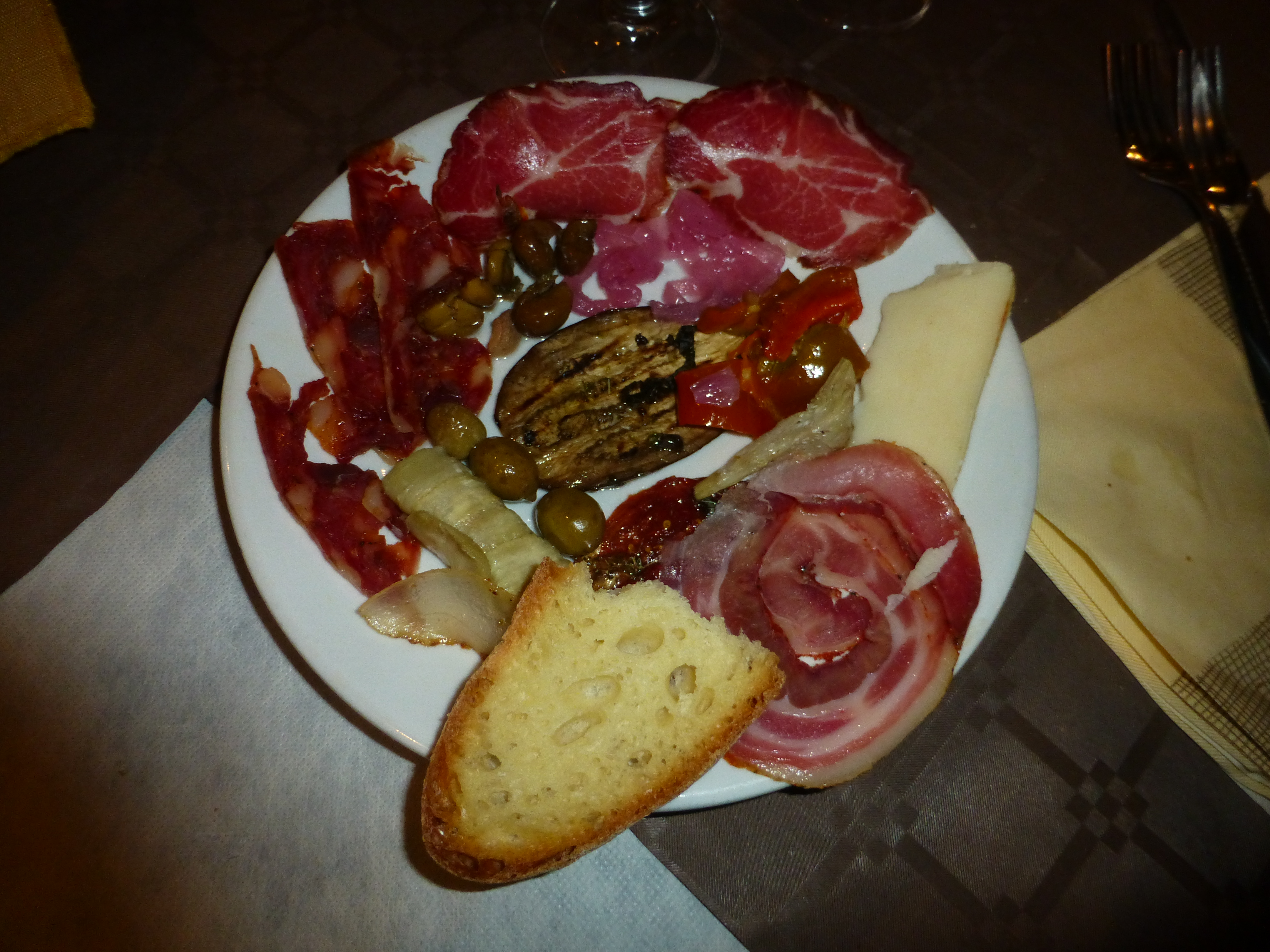
Vorspeisen auf der Basis von Wurstwaren, Käse, Zwiebeln und Oliven

- 'Nduja: typisch würzige oder süße kalabrische Salami, typisch für Zentralkalabrien, genau aus Spilinga, in der Provinz Vibo Valentia.

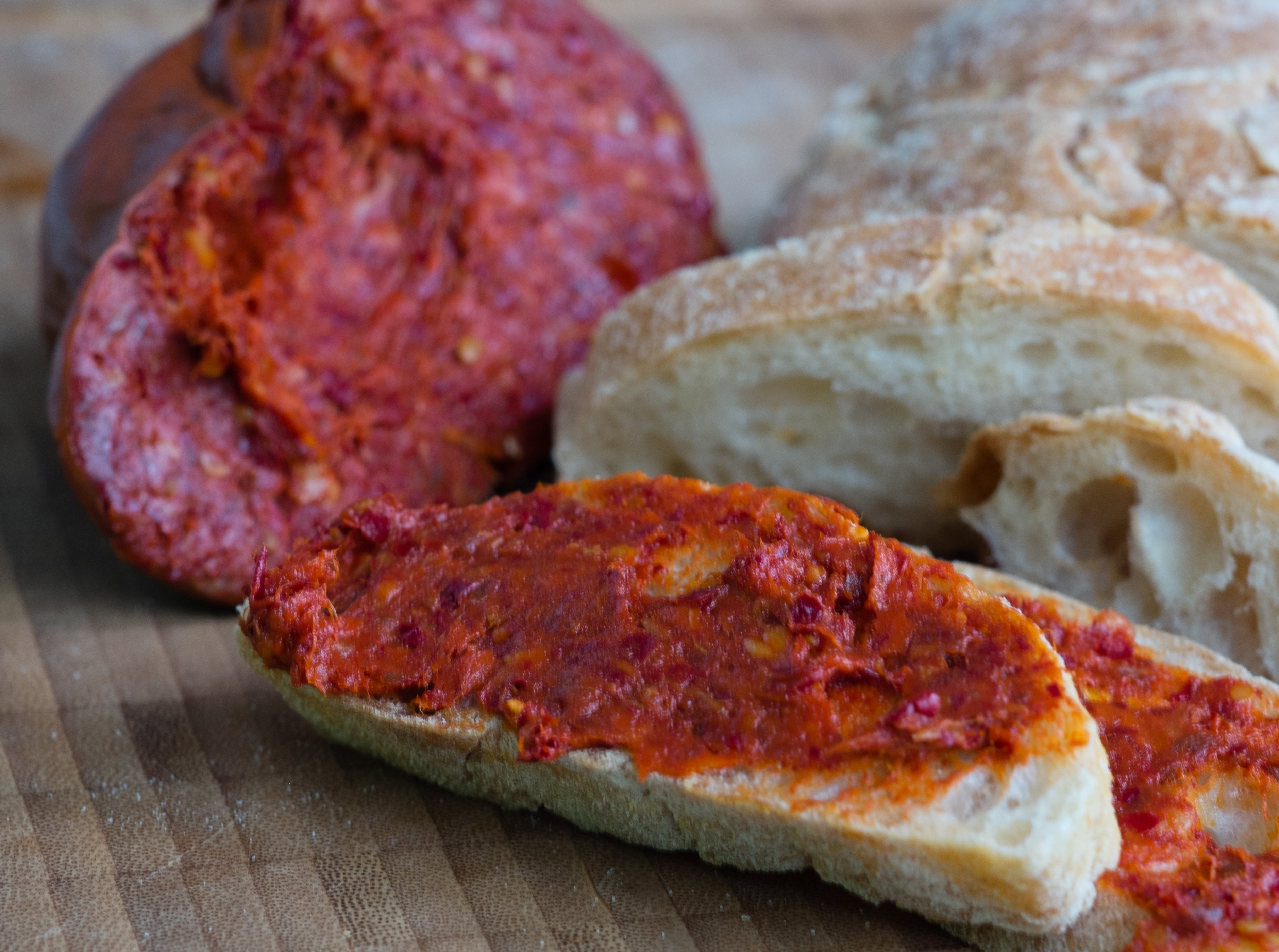
'Nduja

- Soppressata di Calabria: Zur Zubereitung werden die besten Teile des Schweinefleischs genommen, in große Stücke geschnitten und mit schwarzem Pfeffer, Fenchel (Körner), Salz und  Kalabrische Chilischoten, indem Sie sie in Naturdärme füllen, insbesondere müssen Sie die Hülle verwenden, die aus dem Dickdarm stammt.
- Kalabrische Wurst: Sie wird aus gehacktem Schweinefleisch mit schwarzem Pfeffer, Fenchel (Körnern), Salz und kalabrischem Chili zubereitet und in einen Naturdarm gefüllt. Insbesondere muss die aus dem Dünndarm stammende Hülle verwendet werden.
- Capocollo di Calabria oder capicoddhu, capicodu, capaccùallu, capicoju, capaccùaddru, capeccùallu;
- Kalabrischer Speck: Er wird aus dem Bauchteil des Schweins hergestellt, die Haut und der innere Teil aus Fleisch und Fett werden entfernt und er wird in Salz eingelegt ein paar Tage Sobald die Salzzeit vorbei ist, wird der Speck mit gemahlenem scharfem rotem Chili oder schwarzem Pfeffer bestreut, aufgerollt und gebunden und reifen gelassen.
- Kalabrische Wange oder bucculàru, bufhularu, vuccularu, vusjhulu oder vusjhularu:
- Salame pezzente: oder pizzenti, nduglia, nduja, typisch für die Gegend von Cosenza und die Bergregionen von Aspromonte, wird durch Füllen eines Dünndarms (z Wurst) mit Muskelfleisch, Lunge und Herz des Schweins und dann wird gemahlener, scharfer roter Chilischoten hinzugefügt, um einen würzigen Geschmack und eine rötliche Farbe zu verleihen.

## Feine Backwaren

### Kekse
- Mastazzola, typische Kekse aus Honig. Die „Mastazzola“ von Soriano Calabro sind bekannt.
- Cannarìculi: Kekse aus der oberionischen Weihnachtstradition mit gekochtem Wein und Honig;
- Ncinetti: Mit Zuckerguss überzogene Kekse, typisch für die Provinz Vibo Valentia. Sie bereiten sich auf Hochzeiten und Ostern vor;
- Petrali: Halbmondförmige Mürbeteigkekse, gefüllt mit Feigen, Schokolade, Kaffee, Walnüssen, Mandeln, Orangen- und Zitronenschale und dann gebacken
- Stomatic: trockener Keks aus karamellisiertem Zucker, Mehl, Öl, Nelken und Zimt, hergestellt in der Gegend von Reggio;

### Siedegebäck
- Cururicchi (oder Curujicchi): zu Weihnachten, frittierte Kartoffelkuchen;
- Chiacchiere, frittierte Süßigkeiten zu Karneval;
- Crispeddi cu' meli: Teig in Olivenöl frittiert und dann mit heißem Honig gewürzt;
- Chinuliddre zu Weihnachten: typisches frittiertes Dessert aus Cosenza. Es besteht aus einem mit Senf oder Schokolade gefüllten Mürbeteig-Halbmond. Nach dem Frittieren wird es mit Feigen- oder Bienenhonig bedeckt
- „Scaliddre“ oder „Scalille“: typisches Weihnachtsdessert. Typisches frittiertes Dessert aus Cosenza auf der Basis von Eigelb, Mehl, Anis und Öl. Es entstehen dünne Teigschnüre, die gekonnt um eine Holzspindel gedreht werden und so die charakteristische Form einer kleinen Treppe (Spirale) erhalten. Anschließend werden sie in tiefem Öl frittiert und nach dem Erkalten mit Honig mit Zimtgeschmack oder, was typischer ist, mit Zuckerguss (genannt „Gileppo“) überzogen;
- „Ginetti“ sind frittierte Donuts mit Zuckerguss, typisch für Spezzano della Sila und die Gegend von Cosenza. Sie sind zusammen mit „Ciambrielli“ und „Pizzille“ typische (Glückwunsch-)Hochzeitsdesserts;
- Pignolata: typisches Dessert aus reggino bestehend aus in Schmalz gebratenen Blätterteigbällchen, die in Form eines Tannenzapfens zusammengesetzt und abgedeckt sind in Honig. Es gibt eine zweite Art, die mit einer Zitronen-Schokoladenglasur oder Bergamotteglasur überzogen ist;
- Crustuli, turdiddri' oder turdilli: typisches Weihnachtsdessert aus Cosenza. Dabei handelt es sich um frittierte Teigtaschen aus Mehl, Zucker, Muskatwein und Öl, meist überzogen mit Feigen- oder Bienenhonig;
- Chinuliji: frittierte Süßigkeiten gefüllt mit einer Mischung aus Kichererbsen und Trockenfrüchten, die typischerweise in der Weihnachtszeit im Pizzo Calabro zubereitet werden;

### Kuchen
- Luminii oder Gelees: Gebäck, das durch Auflegen einer Schicht weißer Mandelpaste (geschälte Mandeln, sehr fein gemahlen und mit Zucker gekocht) zwischen zwei Schichten hergestellt wird aus dunkler Mandelpaste (in der Schale geröstete, sehr fein gemahlene und mit Zucker, Kakao, Nelken und Zimt gekochte Mandeln). Zum Schluss mit Zuckerguss verzieren. Sie sind typisch für Tropea Weihnachten;
- Cuzzupa oder sguta; Dieses Dessert wird für die Osterfeiertage fast in ganz Kalabrien zubereitet. Die „Cuzzupa“ besteht aus einem Brioche-Dessert, das aus verheißungsvollen Formen von Vögeln, Puppen oder Kronen besteht, in die sie zur Dekoration auf der Oberfläche der Eier eingesetzt werden. Die Sguta hat die Form eines kleinen Donuts, der in der Mitte mit einem Ei verziert ist.
- Kuchen gefüllt mit Bergamottecreme aus Reggio Calabria;
- Pitta 'mpigliata aus San Giovanni in Fiore ist ein typisches Weihnachtsdessert; Es besteht aus einem dünnen Teig, der mit Walnüssen, Mandeln, Rosinen und Honig gefüllt und zu einem Kuchen zusammengerollt wird. Seinen charakteristischen Namen verdankt er der Tatsache, dass der Kuchen nach dem Drehen mit einer Schnur zusammengebunden wird, um ihn beim Backen im Ofen in Form zu halten;
- Bucchinotti: sind ein typisches Dessert aus der Provinz Cosenza. Sie bestehen aus einer Schatztruhe an Mürbeteig, die (zumindest in Cosenza) die „Mostarda“ (Traubenmarmelade) oder sogar hausgemachte Marmeladen oder Schokolade enthält. Sie werden in speziellen Metallformen im Ofen gegart. Sobald sie abgekühlt sind, werden sie in Puderzucker gegeben. Diese Süßigkeiten werden besonders zu festlichen Anlässen zubereitet;
- Pittapìa oder pittipìj: typisches Weihnachtsdessert der Stadt Pizzo Calabro und der Gegend von Vibo, das aus sternförmigem Mürbeteig besteht gefüllt mit Marmelade aus Weintrauben, Zimt, Pinienkernen und vielem mehr.
- Dita d'apostuli: sehr leichter Biskuitkuchen mit Sahne;

## Süßigkeiten

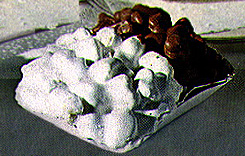
Die Pignolata Reggina

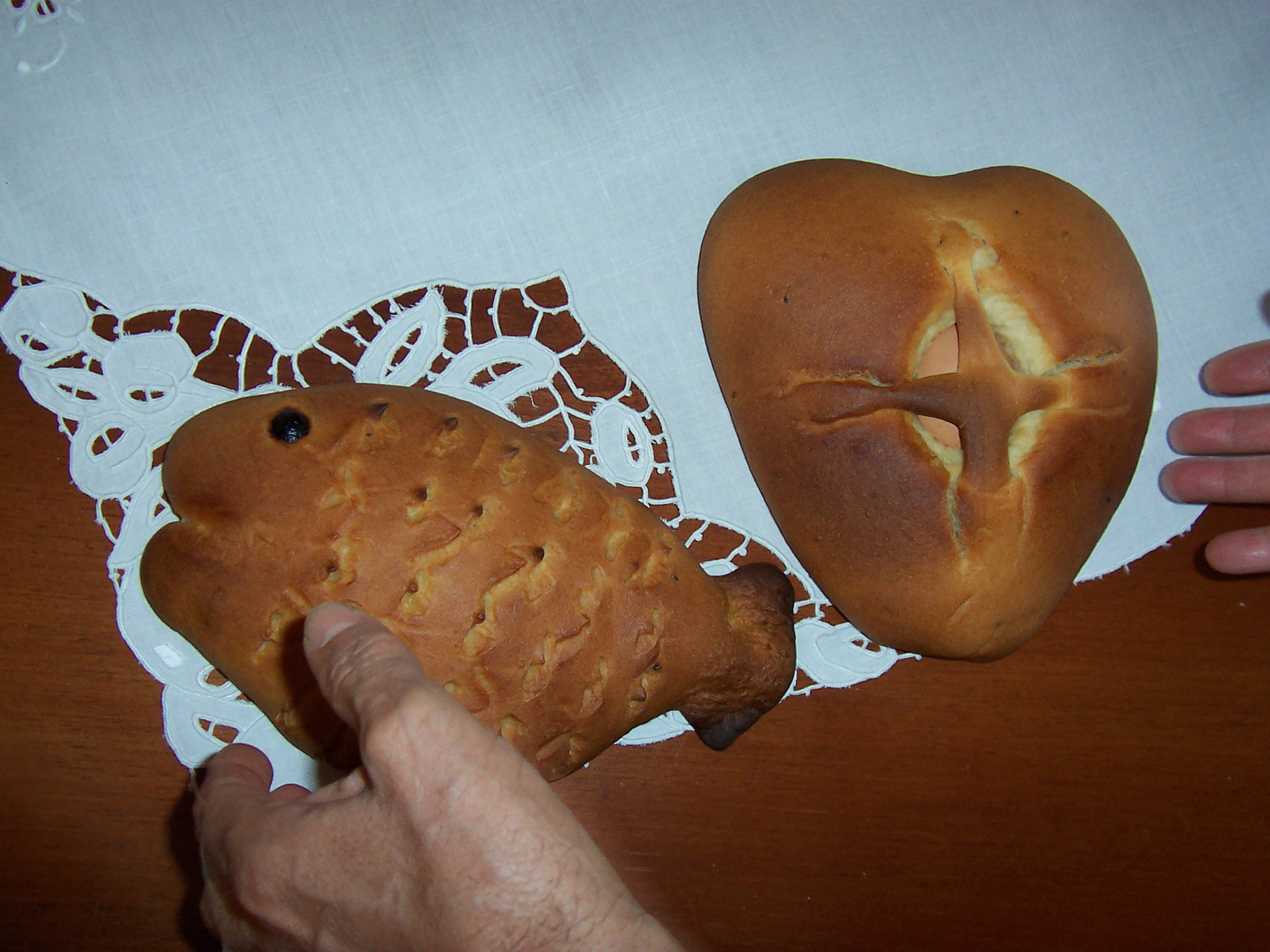
Cuzzupa

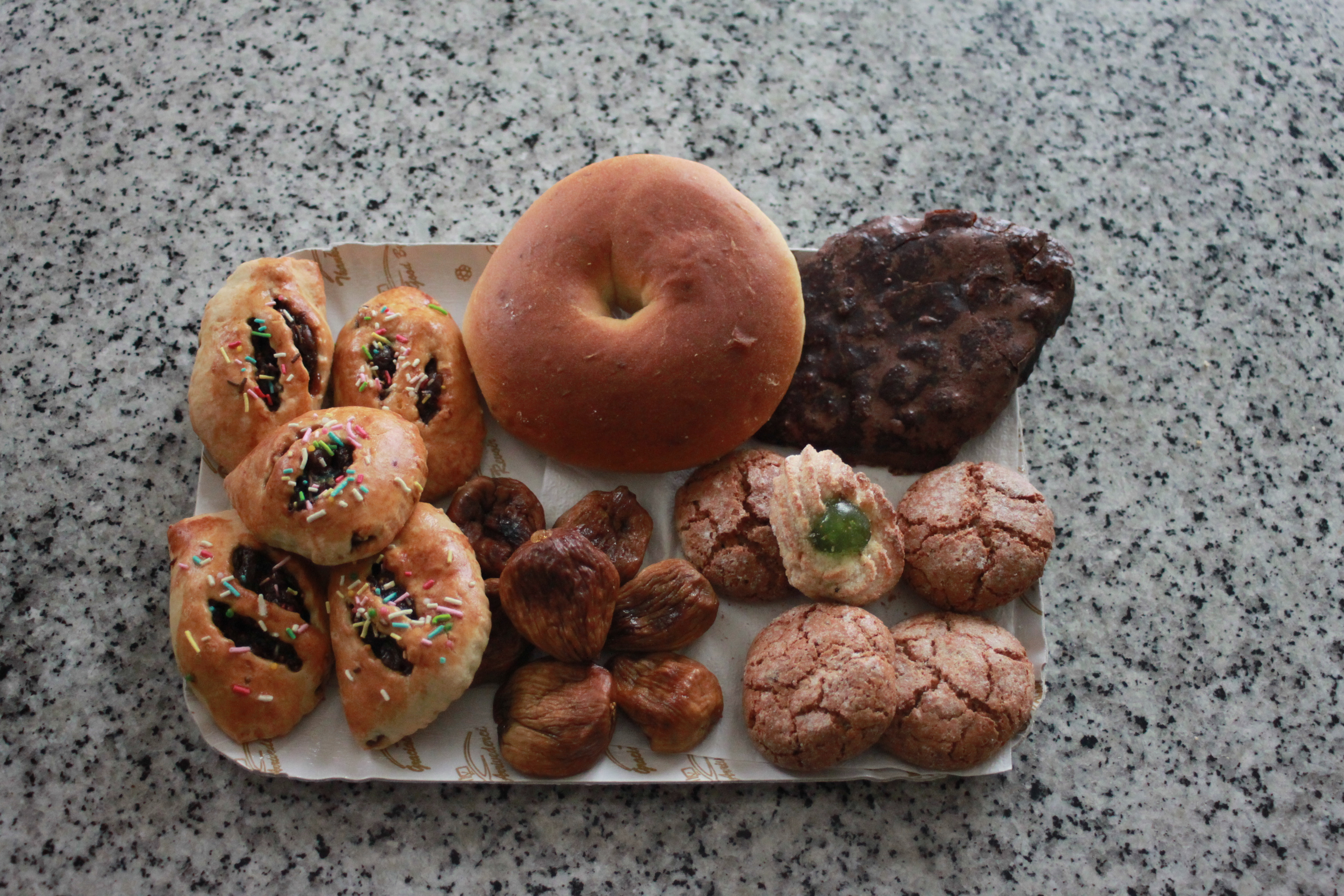
Amaretti, pitta di San Martino, chjinuli, getrocknete Feigen und Kekse

- Cupeta: typischer Nougat aus Montepaone (CZ), zubereitet mit Honig, Sesam und gekochtem Wein;
- Giurgiulèna: ist ein typisches Weihnachtsdessert, das in der kalabrischen Küche verwendet wird. Die Hauptzutat ist Sesam, der im Kalabrischen mit dem Begriff „giuggiulena“ (giurgiulena) bezeichnet wird. Das Rezept basiert auf der Zusammensetzung von Sesamkörnern, die in Honig gegossen und durch Karamellisierung von Zucker fixiert werden (in einer angereicherten Version werden auch kandierte Orangenschalen hinzugefügt), ähnlich wie Nougat;
- Ciambrielli: sind kleine Gebäckbonbons in Form eines kleinen runden Sandwiches. Anschließend werden sie mit Zuckerguss überzogen. Es handelt sich um typische Desserts aus Spezzano della Sila und der Gegend von Cosenza, die zu freudigen Anlässen wie Hochzeiten oder Taufen zubereitet werden.
- Pizzille: sind kleine Bonbons auf Honigbasis, die dann schräg geschnitten werden. Typische Desserts aus Spezzano della Sila und der Gegend von Cosenza, die zu besonderen Anlässen wie Hochzeiten oder Taufen zubereitet werden;
- Varchiglia: Ein typisches Dessert aus Cosenza, das bis ins Jahr 1300 zurückreicht. Es war ein Dessert, das von den Nonnen, den Unbeschuhten Karmeliterinnen, zubereitet wurde. Das Dessert basiert auf Mandeln und Schokolade und hat immer noch die typische Bootsform, von der es wahrscheinlich auch seinen Namen hat. Es handelt sich im Wesentlichen um ein Gebäck, das einen Kern aus Mandelmehl und Zucker enthält und schließlich mit einer Schicht dunkler Schokolade überzogen ist.
- Pipareddhi: ähnlich der Stomatologie, aber hergestellt aus Mandeln, die in der Stadt Reggio Calabria angebaut werden;
- Pitta di San Martino: Dessert zubereitet mit Rosinen;
- Susumelle: Dessert zubereitet mit Rosinen, Honig und Schokolade;
- Canapés von süßer Blutwurst, Dessert zubereitet mit Schweineblut und Schokolade;
- Suspiri ri nuns: typisch in Bagnara Calabra, überzogen mit weißer oder Schokoladenglasur;
- Zippuli oder monaceji: süß mit Zucker, Honig und Rosinen; mit Kartoffeln und Mehl gesalzen;
- Turruni-Eis: Nougat aus für Reggio typischen kandierten Früchten.

## Backwaren
- Pane di Cuti: hausgemachtes Brot mit Sauerteig und im Holzofen von Cuti Rogliano gebacken;
- Pan'i Ranu: hausgemachtes Brot aus Seminiara;
- Pani i Migliu o Maruggiu: typisches Maisbrot aus Sant’Agata di Esaro;
- Pitticella ch'i frittuwi: Pan-Focaccia, typisch für Sant’Agata di Esaro, aber auch in anderen Zentren der Region hergestellt, hat die Besonderheit, dass sie knistern und im Inneren Schweinekoteletts enthalten;
- Pitta und Lestopitta: Brotsorten aus dem griechischen Raum;
- Gefülltes Pitta oder Pitta Chjina;
- Pizzabrot: typisches Maisbrot aus Mammola;
- „Buggia conzata“: Brottasche gefüllt mit Soße, typisch für das untere Ionische Gebiet von Catanzaro
- Pitta'

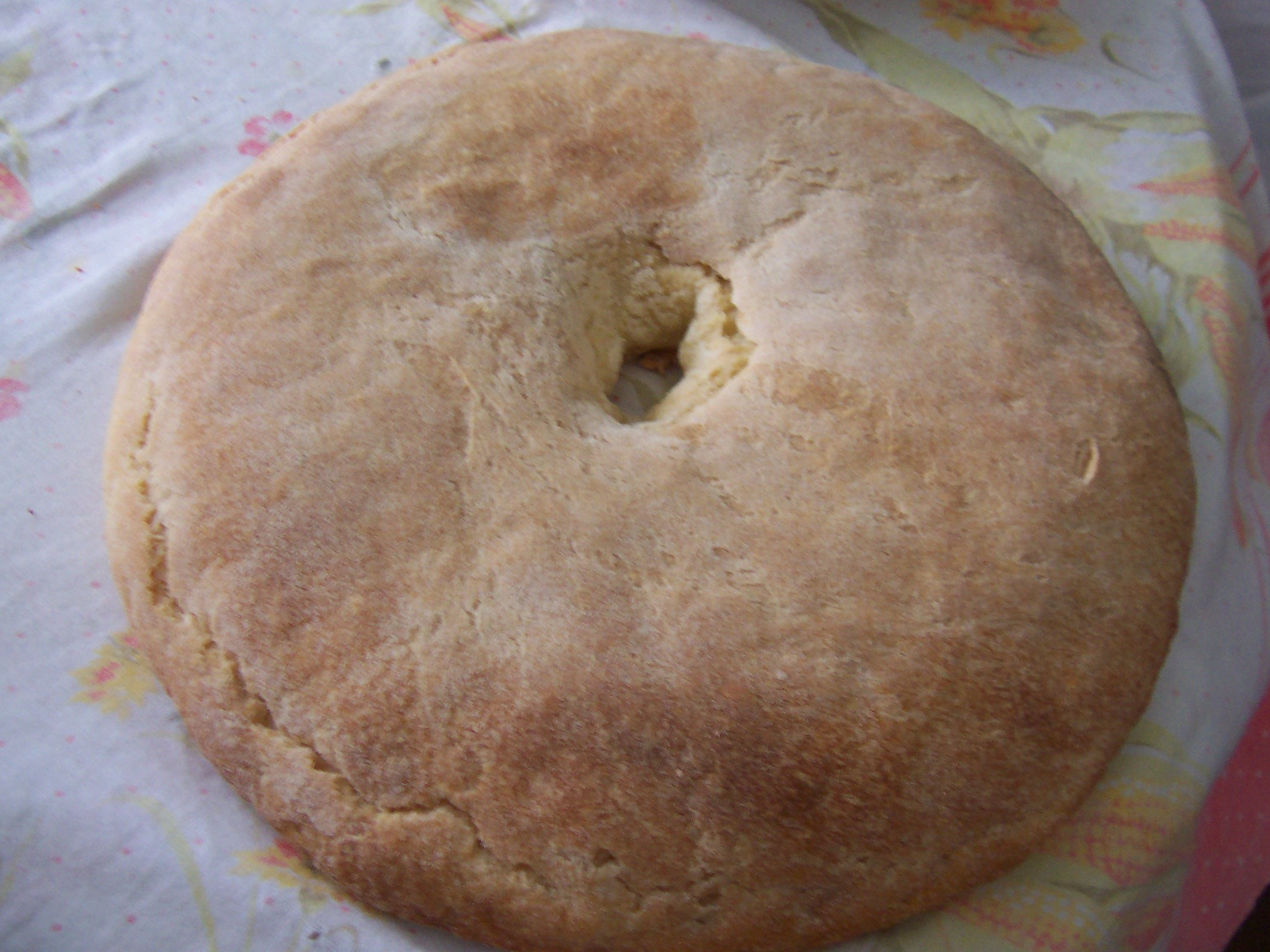
Art von Pitta
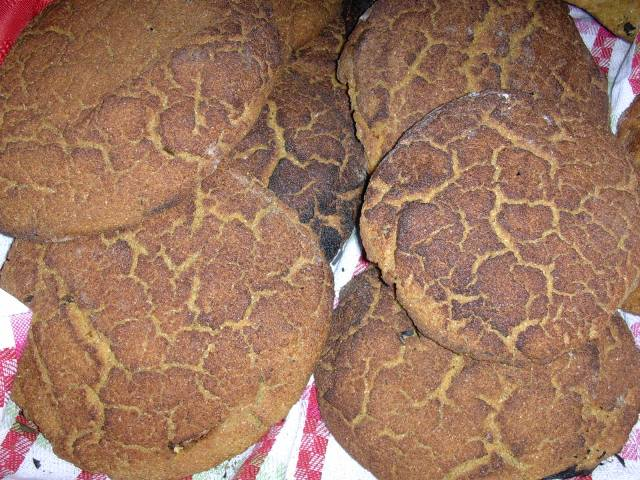
Pane Pizzata – typisches Maisbrot von Mammola
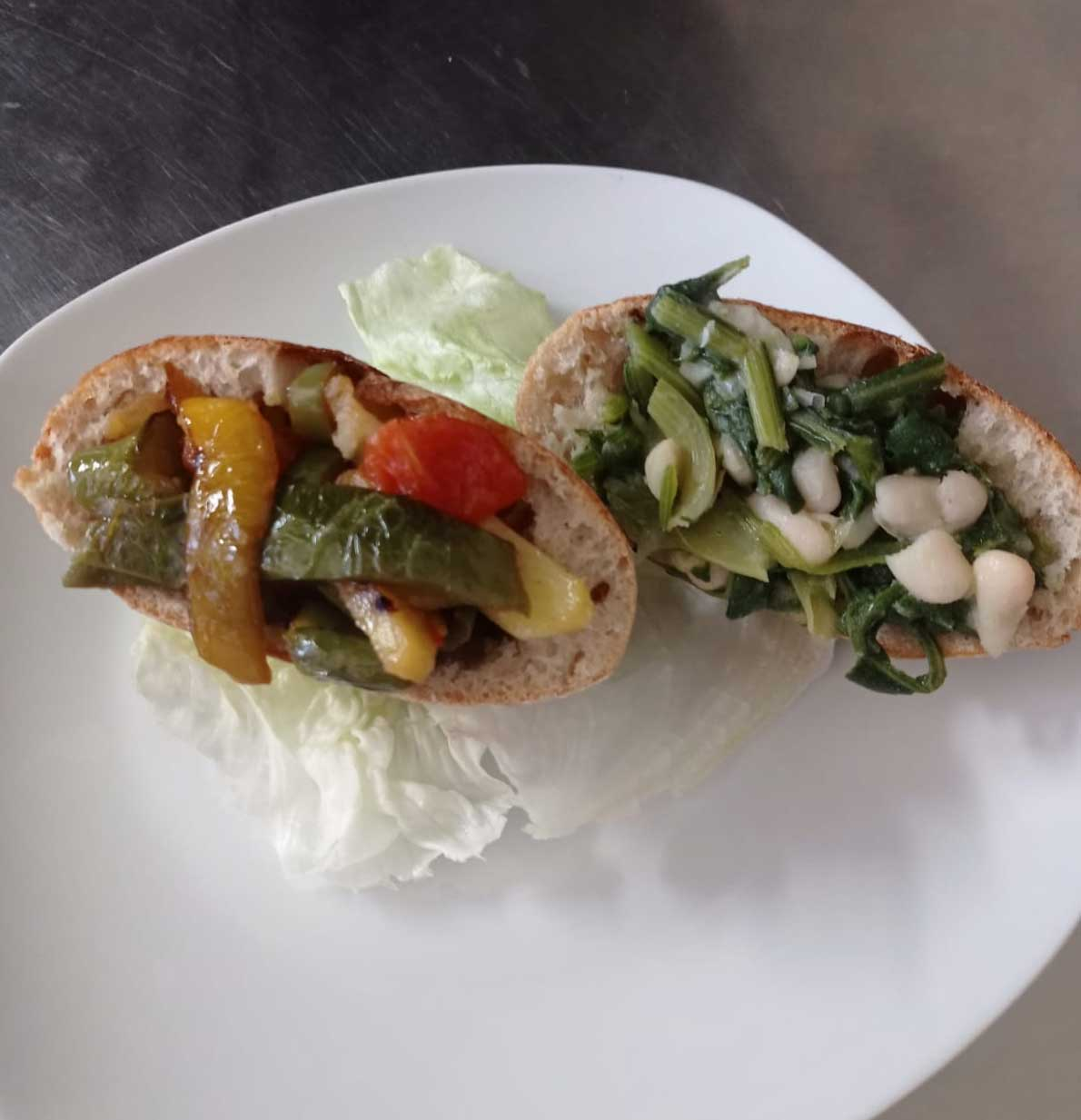
Buggia conzata: Brotbeutel gefüllt mit Soße, typisch für das untere Ionische Gebiet von Catanzaro

## DOP- und IGP-Produkte
Speisen, die als Denominazione d’Origine Protetta (DOP) definiert sind, entsprechen der Geschützten Ursprungsbezeichnung (g.U., d. h. Verarbeitung und Herstellung nach einem anerkannten und festgelegten Verfahren), weitere Speisen sind mit Geschützter geografischer Angabe (g. g. A., d. h. eine der Herstellungsstufen ist im geschützten Gebiet erfolgt) deklariert.
- Bergamotto aus Reggio Calabria DOP
- Capocollo di Calabria gU
- Rote Zwiebel aus Tropea IGP
- Clementinen von Kalabrien g.g.A
- Kalabrischer Speck gU
- Wurst aus Kalabrien gU
- Soppressata di Calabria DOP
- Rocca Imperiale g.g.A. Zitrone
- Bagnara IGP-Nougat
- Caciocavallo silano DOP
- Pecorino Crotonese DOP
- Lakritze aus Kalabrien DOP
- Cosenza DOP-Feigen
- Pizzotrüffel g.g.A
- Sila-Kartoffel g.g.A
- Extra natives Olivenöl Alto Crotonese DOP
- Lametia DOP Natives Olivenöl Extra
- Extra natives Olivenöl von Oliva Bruzio DOP

## Bibliographie
- APICIO: De re coquinaria, herausgegeben von Paolo Buzzi – Mailand 1932
- Carlo Baccellieri: La buona cucina di Calabria, Edizioni Reghion, Reggio Calabria 1966. ISBN 978-88-829-6024-7
- Luigi Carnacina, Luigi Veronelli: la cucina rustica regionale - 4, Biblioteca universale Rizzoli, Mailand 1975
- Alessandro Dumas: Impressioni di un viaggio in Calabria, Edizioni Parallelo 38 – Reggio Calabria, 1974
- Grazia Furferi: La Cucina Calabrese. Rubbettino Editore, Soveria Mannelli 2011, ISBN 978-88-498-3146-7
- Anna Godetti della Salda Le ricette regionali italiane. Verlag „La cucina Italiana“, Mailand 1967
- Edward Lear:  Impressioni di un viaggio a piedi, Calabria 1847. PARALLEL EDITIONS 38, Reggio Calabria 1973
- Raffaele Lombardi Satriani: Canti popolari calabresi. Eugenio De Simone EDITORE, Neapel 1940
- Cesare Lombroso:  In Calabria, Giannotta Editore, Catania 1868
- Guido Miggiano: Ricordi della vecchia Reggio. Druckerei „Die Stimme Kalabriens“, Band I und II, Reggio Calabria, 1970–73
- Gerard Rohlfs Nuovo dizionario dialettale della Calabria, Longo-Verlag, Ravenna, 1977
- Massimo Tigani Sava: I salumi di Calabria ed il rito del porco. CBC Publishing, Catanzaro, Lido 1977
- Sergio Fragone, Massimo Tigani Sava: Il peperoncino e la Calabria. C.B.C. Edizioni Catanzaro, Lido 1998
- Luigi Veronelli: L'aristocrazia dei cibi. Mondadori Editore, Mailand, 1971
- O. Cavalcanti: Il libro d'oro della cucina e dei vini di Calabria e Basilicata. Mursia, Mailand. ISBN 978-88-425-3559-1
- Edizioni Affinità Elettive: Cucina Calabrese. Società Editrice Affinità Elettive, Messina 2016